# Šarlota
Šarlota je ženské křestní jméno. Podle českého kalendáře má svátek 27. října. Jméno pochází z francouzštiny a jeho původní tvar je Charlotte. Jako jedna z variant jména Karla je odvozeno ze slov znamenajících „muž“. Další variantou je Karolína.

## Statistické údaje
Následující tabulka uvádí četnost jména v České republice a pořadí mezi ženskými jmény ve srovnání dvou roků, pro které jsou dostupné údaje MV ČR. Lze z ní vysledovat trend v užívání tohoto jména:
| Rok       | Četnost   | Pořadí   |
| 1999      | 696       | 257.     |
| 2002      | 715       | 252.     |
| Porovnání | o 19 více | o 5 lépe |

Změna procentního zastoupení tohoto jména mezi žijícími ženami v ČR (tj. procentní změna se započítáním celkového úbytku žen v ČR za sledované tři roky) je +4,1 %.

## Zdrobněliny
Šarlotka, Šarla, Šája

## Známé nositelky jména

### Vládkyně a šlechtičny
- Charlotte z Walesu – princezna Spojeného království, dcera prince Williama, pravnučka královny Alžběty II.
- Šarlota Lucemburská – dcera velkovévody Viléma IV. Lucemburského
- Šarlota Pruská – pruská princezna a ruská carevna – manželka cara Mikuláše I., známá pod jménem Alexandra Fjodorovna
- Šarlota Savojská – savojská princezna a francouzská královna
- Šarlota Sofie Brunšvicko-Wolfenbüttelská – princezna z dynastie Welfů, matka ruského cara Petra II.
- Šarlota Meklenbursko-Střelická - anglická královna, manželka krále Jiřího III.

### Ostatní
- Charlotta Belgická – mexická císařovna, manželka císaře Maxmiliána I. Mexického (1840-1927)
- Charlotta Garrigue-Masaryková – manželka Tomáše Garrigua Masaryka
- Charlotte Brontë – anglická spisovatelka
- Charlotte Casiraghi – dcera monacké princezny Caroline
- Charlotte Cooper – anglická tenistka
- Charlotte Corday – vražedkyně Jeana-Paula Marata
- Charlotte Gainsbourg – francouzská herečka a zpěvačka
- Charlotte Kallaová – švédská běžkyně na lyžích
- Charlotte Schwab – švýcarská herečka

## Fiktivní Charlotte
- Charlotte York – americká postava ze seriálu Sex ve městě
- Zaklínačka Lota – fiktivní postava z knihy od Petry Neomillnerové

## Sídla
- Charlotte (Severní Karolína) – největší město Severní Karolíny
- Charlotte (Iowa)
- Charlotte (Maine)
- Charlotte (Michigan)
- Charlotte (New York)
- Charlotte (Tennessee)
- Charlotte (Texas)
- Charlotte (Vermont)
- Charlotte (Rochester), a neighborhood in Rochester, New York
- Charlotte Amalie (Americké Panenské ostrovy)
- Charlotte Amalie West (Americké Panenské ostrovy)
- Charlottesville (Virginie)
- Charlottetown
- Queen Charlotte

## Okresy
- Charlotte County (Florida)
- Charlotte County (Nový Brunšvik)
- Charlotte County (Virginie)
- dříve též Washington County (New York)

## Ostrovy
- Queen Charlotte Islands
- Queen Charlotte Basin
- Queen Charlotte Sound (Britská Kolumbie)
- Queen Charlotte Sound (Nový Zéland)

## Instituce
- University of North Carolina at Charlotte

## Hudba
- Good Charlotte
- Šarlota Frantinová